# Titu Rusu
Titu Rusu (n. 5 februarie 1892, Nazna - d. 10 martie 1989, Timișoara) a fost un deputat în Marea Adunare Națională de la Alba Iulia, organismul legislativ reprezentativ al „tuturor românilor din Transilvania, Banat și Țara Ungurească”, cel care a adoptat hotărârea privind Unirea Transilvaniei cu România, la 1 decembrie 1918.

## Biografie
Titu Rusu, născut în localitatea Nazna, județul Mureș, a urmat studiile la Facultatea de Medicină și Farmacie din Budapesta, devenind medic și membru al Senatului Național Român din comitatul Mureș-Turda cu funcția de comisar militar al poporului. Până în anul 1914, Titu Russu a locuit la Târgu Mureș, unde tatăl său a fost protopop greco-catolic.
În războiul dintre 1914-1918 a servit ca medic asistent în Spitalul Sfântul Ioan din Budapesta. În vederea pregătirii Adunării de la Alba-Iulia a fost numit medic locotenent cu responsabilitatea de a organiza regiunea Târgu Mureș, făcând parte dintr-o echipă aflată sub conducerea căpitanului Cândea. În toamna anului 1919 a fost mai întâi preparator, apoi asistent onorific la Clinica Chirurgicală din Cluj, unde a luat parte la inaugurarea Universității din poziția de delegat oficial al asistenților. După anul 1918 a fost numit medic în Cluj și Târgu-Mureș. În 1921 a profesat ca medic primar la spitalele de chirurgie și ortopedie din Cluj. În vara anului 1922 s-a mutat la Timișoara și a fost medic primar al Serviciului de chirurgie și ortopedie de la Spitalul de Copii; din anul 1923 a fost și conferențiar universitar în același oraș. A urmat serviciul militar benevol, în perioada 3 februarie-31 august 1919 a tratat răniții din Războiul de la Tisa în spitalele militare din Cluj și Târgu Mureș.
A decedat la Timișoara la data de 10 martie 1989.

## Activitatea politică
Titu Russu a organizat Senatul național, al cărui secretar general a fost numit, iar președinte a fost ales protopopul Ștefan Russu. În această calitate a luat parte la constituirea Consiliilor Naționale în comunele din Târgu Mureș dar și la alegerea delegaților oficiali pentru Adunarea de la Alba-Iulia.
A fost ales ca delegat titular al cercului electoral cu nr. I din Târgu-Mureș, la Marea Adunare Națională de la Alba Iulia de la 1 decembrie 1918.

## Distincții
- titlul de „Profesor Emerit al Republicii Populare Romîne” (5 noiembrie 1962) „pentru activitatea îndelungată, contribuție în dezvoltarea științei și merite deosebite în dezvoltarea învățămîntului superior”[6]